# Weismann-Barriere
Die Weismann-Barriere ist die Hypothese, dass die Übernahme von Informationen erworbener Eigenschaften (sogenannte Modifikationen) in die Erbinformation von Keimzellen unmöglich ist und somit erworbene Eigenschaften nicht vererbbar sind. Sie wurde 1883 von August Weismann formuliert und 1892 in seinem Werk  Das Keimplasma: eine Theorie der Vererbung publiziert.  Evolutionstheoretiker vor ihm (Jean-Baptiste de Lamarck, Charles Darwin) gingen noch von der Möglichkeit einer Vererbung erworbener Eigenschaften aus.

## Theorie
Das heutige Wissen der Genetiker über Chromosomen und DNA stand Weismann noch nicht zur Verfügung. Er verwendete die Begriffe Keimplasma und Körperplasma. Das Keimplasma sei für die Weitergabe der Erbinformationen zuständig, während das Körperplasma die Ausprägung des Organismus bestimme. Informationen gelangten aus dem Keimplasma in das Körperplasma und bestimmten so die Ausprägung erblicher Merkmale. Umgekehrt könnten jedoch keine Informationen aus dem Körperplasma in das Keimplasma gelangen. Durch äußere Einflüsse sei eine Änderung der individuellen Eigenschaften möglich, das Keimplasma bliebe davon aber unberührt.
Weismanns um 1885 bekanntgemachten Vorstellungen, insbesondere seine Lehre von der Kontinuität des Keimplasmas wurden durch die Erkenntnisse der Entwicklungsbiologie und der Genetik gestützt. Entwicklungsbiologen identifizierten bei Tieren eine Zelllinie von der Eizelle bis zu den Keimzellen, die sogenannte Keimbahn, die von der Entwicklung der Körperzellen getrennt bleibt. Bei einzelligen Lebewesen, Pilzen und Pflanzen gibt es keine separate Keimbahn.
Weismanns Argumentation beruhte jedoch nicht auf der Existenz einer physikalischen Barriere zwischen Körperplasma und Keimplasma, sondern darauf, dass es keinen plausiblen Mechanismus gebe, mit dem erworbene Eigenschaften in die Struktur der Keimzellen eingebracht werden können. Dies sei „wie wenn ein deutsches Telegramm nach China dort gleich in chinesischer Sprache ankäme.“
Im Laufe des 20. Jahrhunderts kamen zunehmend Zweifel an der Weismann-Barriere auf. Das Enzym Reverse Transkriptase und andere Mechanismen ermöglichen gezielte Veränderungen der Erbinformationen. Einige Untersuchungen weisen darauf hin, dass über die mütterlichen Eizellen auch Informationen an die nachfolgende Generation weitergegeben werden können, die nicht im Erbgut angelegt waren, sondern erst im Laufe des Lebens erworben wurden. Die Weismann-Schülerin Mathilde von Kemnitz wies bereits 1923 darauf hin, dass sich damit auch manche menschliche Verhaltensweisen erklären lassen, und grenzte sich schon früh von der neo-darwinistischen Ausrichtung ab.

## Schriften (Auswahl)
- Das Keimplasma: eine Theorie der Vererbung. Fischer Verlag, Jena 1892.